# Pinus canariensis
Pinus canariensis, el pino canario o pino de Canarias es una conífera endémica de las Islas Canarias (España). El pino canario se considera, según una ley del Gobierno de Canarias, el símbolo natural de la isla de La Palma, conjuntamente con la graja.

## Descripción
El árbol adulto puede llegar a medir más de 40 m de altura y 2,5 m de diámetro su tronco, aunque lo normal es que tenga entre 15 y 25 m de altura y un diámetro de 1 m. Los mayores ejemplares conocidos pueden alcanzar hasta 60 metros de altura, como el pino de Las Dos Pernadas en Vilaflor, en la isla de Tenerife (56m), siendo de especial interés también otros ejemplares situados en Pajonales e Inagua, en la isla de Gran Canaria o ejemplares de la Caldera de Taburiente en la isla de La Palma.
La corteza es de color pardo claro, siendo casi lisa en los ejemplares jóvenes, pero a medida que envejecen se engrosa rápidamente y se resquebraja, adoptando un color rojo parduzco. En los ejemplares más viejos, el ritidoma, muy engrosado e irregular, forma placas lisas con la apariencia de espejuelos, de un color gris ceniciento.
En los primeros años de su vida presenta un crecimiento muy rápido, con ramas horizontales con abundantes ramificaciones secundarias erectas (las del año), con lo cual el aspecto del árbol es piramidal, para luego, y al cesar el crecimiento en altura, pasar su forma a ser más aparasolada.
Las hojas son verdes, aciculares, que se desarrollan sobre los brotes del año, erectos y amarillentos que crecen de yemas gruesas, ovalado-cilíndricas y recubiertas por escamas membranosas pardo-rojizas. Este pino posee tres acículas por vaina, el único de este tipo en Eurafrasia occidental, estando el más cercano en el Himalaya (Pinus roxburghii), especie con gran similitud con el pino canario.
En el pino canario resultan muy evidentes los dos tipos de hojas presentes en todos los pinos: las primarias o juveniles, triquetras cortas, azul grisáceas, acuminadas y finalmente serradas en sus márgenes por lo que resultan ásperas al tacto, y las hojas secundarias o adultas, que se agrupan de tres en tres en una vaina basal membranosa (braquiblasto); son de color verde claro, muy finas y flexibles, de 20 a 30 cm de largo por 1 mm de espesor. La retención muy prolongada de las hojas juveniles junto con su aparición tras el rebrote en tronco y ramas gruesas (brotes epicórmicos) son aspectos muy característicos de esta especie.

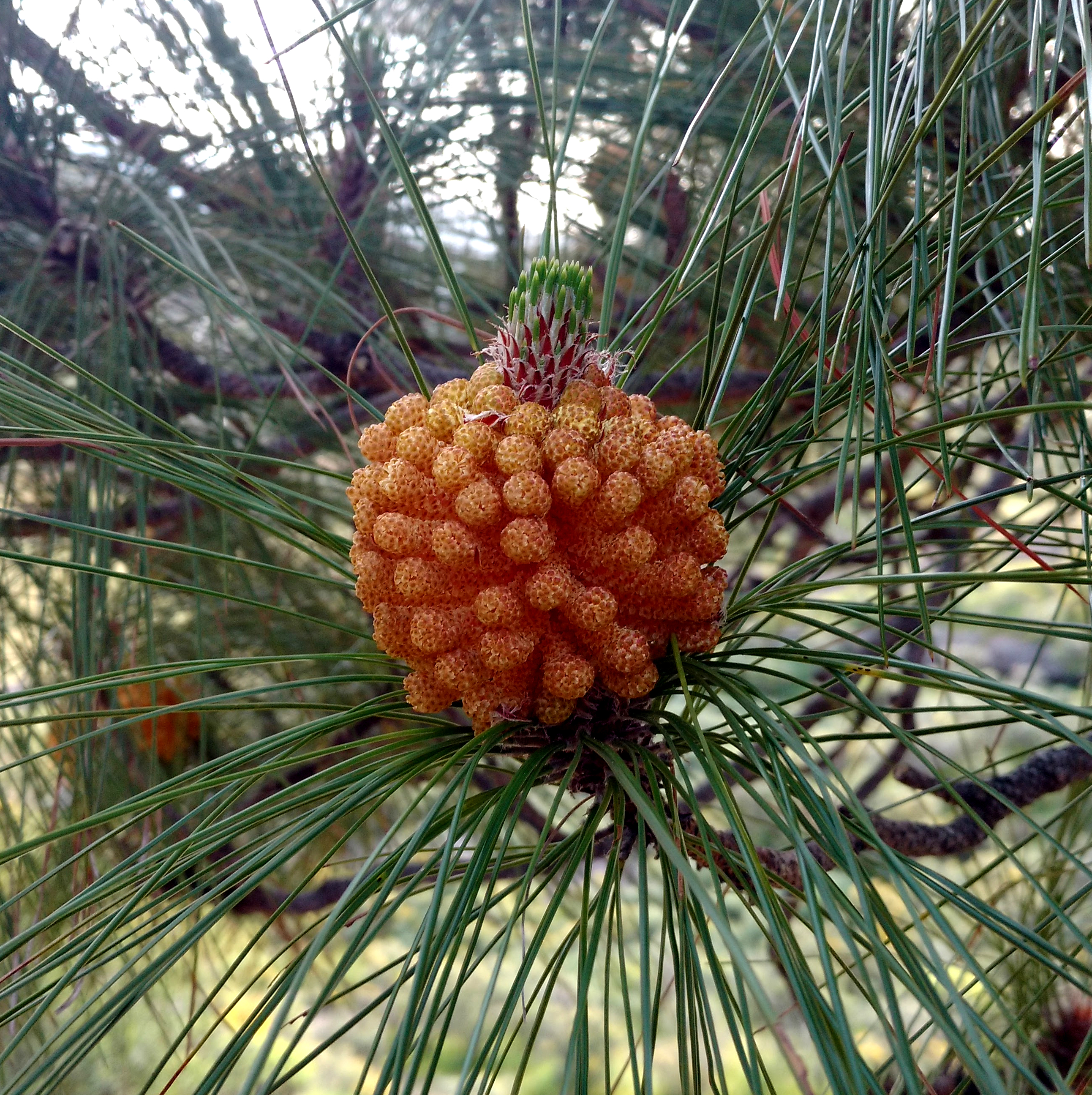
Cono macho inmaduro de Pinus canariensis

La época de floración va de marzo a mayo. Como en todos los pinos, las inflorescencias son conos, estando los masculinos y femeninos separados en distintos brotes del mismo árbol. Los masculinos tienen de 5 a 10 cm de largo, de color amarillo-verdoso, amarillo dorado en la madurez, cuando liberan gran cantidad de polen aerodivagante. Los conos o estróbilos femeninos son primero de color rojo intenso para pasar luego a verde. En el segundo año las piñas alcanzan su forma oblongo-fusiforme (forma de huso), pardo-rojizas y lustrosas, llegando a medir de 12 a 18 cm de largo por 8 a 10 de diámetro en su parte más ancha; subsentadas o provistas de un corto y grueso pedúnculo. Tardan en madurar (dependiendo de la situación ecológica) de 24 a 30 meses; pasado este tiempo se habrán formado los piñones, dos por cada escama del estróbilo.

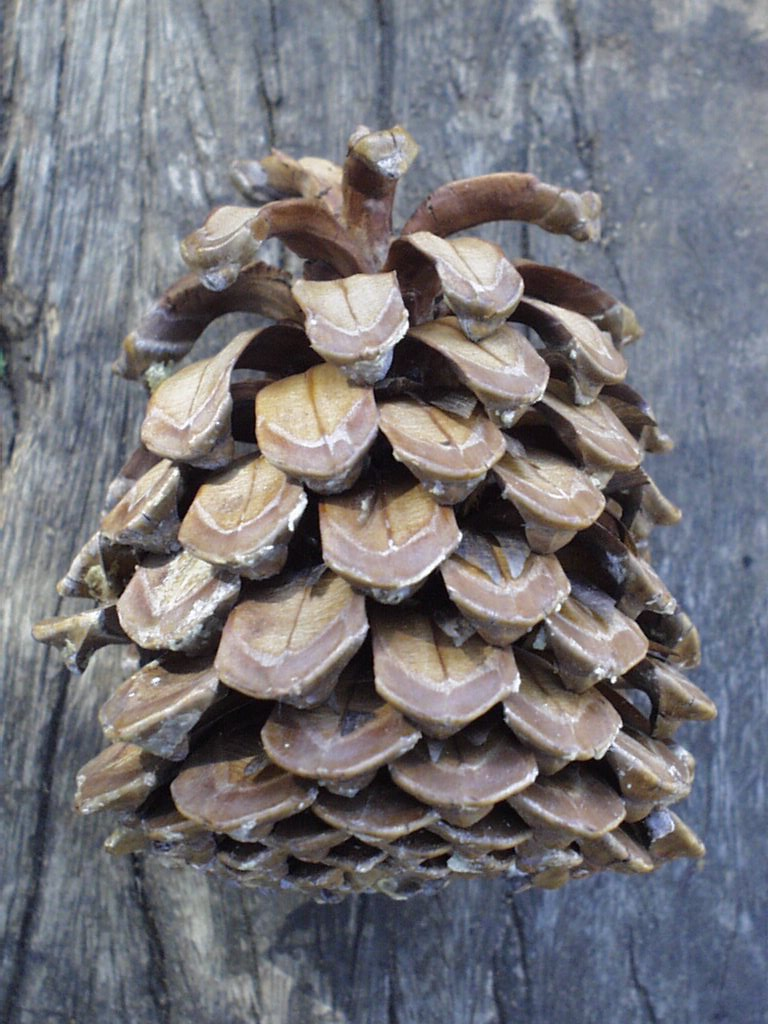
Cono de Pinus canariensis

El cono o estróbilo femenino maduro está formado por escamas imbricadas, subsentadas a lo largo de un eje leñoso central. Estas escamas se separan cuando las condiciones externas, especialmente la sequedad del ambiente lo permiten. Algunas piñas pueden retrasar considerablemente su apertura (hasta diez años o más) tras su maduración; este fenómeno se conoce como serotinia y es un típico carácter de adaptación al fuego, ya que los incendios provocan la apertura repentina de este tipo de piñas favoreciendo la regeneración natural. En el pino canario esta función se une a la capacidad regenerativa de los árboles adultos tras un incendio, para garantizar la pervivencia de la especie. 
En su morfología externa, el piñón está envuelto por las cubiertas tegumentarias que forman la testa, que es muy dura, negruzca por un lado, grisácea y moteado oscuro por el otro. Los piñones presentan un ala que facilita su propagación aérea. El ala es membranosa, no está articulada, y mide de 18 a 20 mm de largo, siendo recta por uno de sus lados y arqueada en el otro, estando toda ella recorrida por estrías negras. El piñón en sí es oblongo, con endopleura de color marrón claro y albumen blancuzco que encierra un embrión con seis a ocho cotiledones. Tiene un peso medio de unos 100 mg cada semilla. Entre los pinos Mediterráneos (Subsección Pinaster), el pino canario es la segunda especie con el piñón más grande, detrás del pino piñonero. 

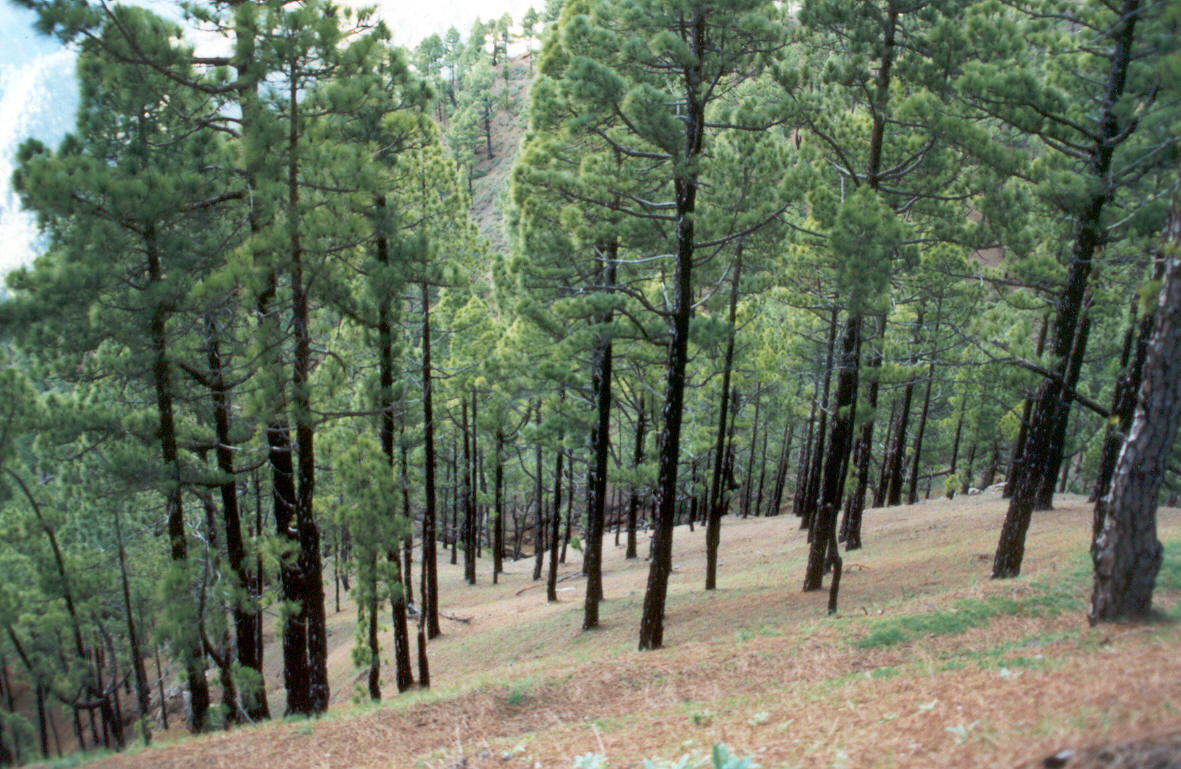
Bosque de pinos canarios con las huellas visibles de un incendio anterior. Foto tomada el 12 de diciembre de 1999 desde el Mirador de La Cumbrecita, en la isla de La Palma.

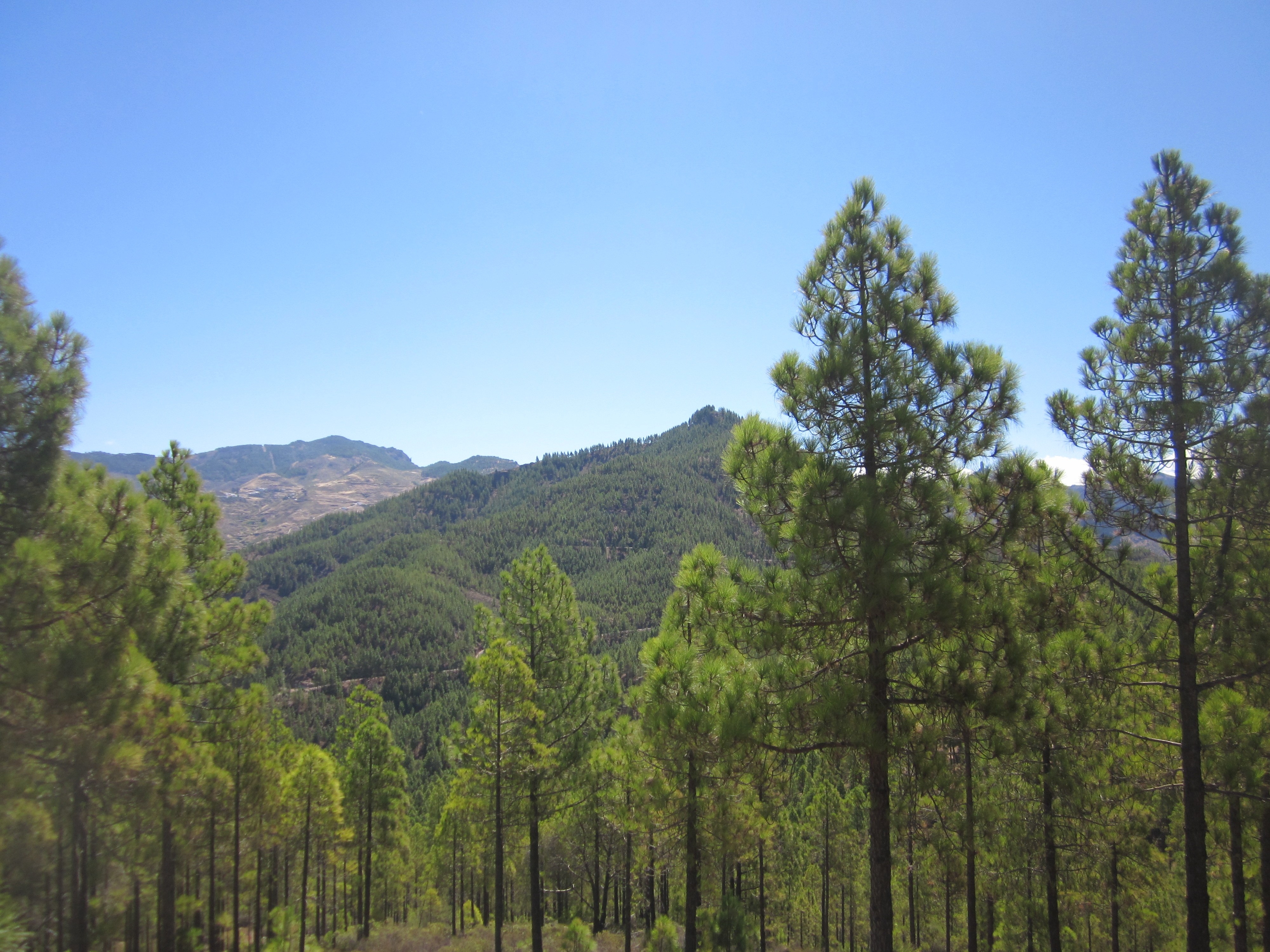
Pinar de Tamadaba en la isla de Gran Canaria

Otra característica muy importante es su resistencia al fuego gracias en parte a la gruesa corteza que cubre sus troncos y los aísla del calor. Además tiene la capacidad de rebrotar en el tronco y ramas gruesas, así como de cepa, emitiendo vástagos de hojas glaucas. Se considera que es realmente la presencia de parénquima transversal (un tejido alimenticio con disposición radial que favorece la regeneración de las células de los meristemos de crecimiento, incluso después de verse afectadas por el fuego) el que proporciona a esta especie su gran capacidad de regeneración (se trata de un tejido habitual en las frondosas, pero muy escaso en las coníferas). 

### Madera
Como en muchas otras especies, la madera del pino canario presenta duramen y albura perfectamente diferenciados. La albura o madera blanca es muy parecida a la de los pinos euromediterráneos, de un color blanco ligeramente rojizo pero con una densidad elevada para una conífera, de estructura homogénea y de grano fino. Sin embargo, el duramen (tea), de color uniforme fuertemente acaramelado y translúcida al despiece es una madera muy singular por su alta densidad (se hunde en agua) debida a su altísimo contenido en extractivos, sobre todo resinas y polifenoles. Esta impregnación confiere a la tea una gran durabilidad. El enteamiento comienza alrededor de los 30 o 40 años en condiciones de buen crecimiento, desde el centro del tronco hacia el exterior y desde unos tres metros de altura en el tronco hacia arriba y hacia abajo incluso por las ramas gruesas. Además de la madera blanca y la tea, forestales y maderistas reconocen otro tipo de madera de pino canario: la "riga", que es en realidad la albura de árboles de crecimiento extraordinariamente lento, tanto que apenas llegan a formar duramen. El nombre proviene de Riga, capital de Letonia, dado que la madera de Pinus sylvestris de esta zona presentaba esas características.
Densidad:
Albura o madera blanca: 770 kg/m3.
Tea: 1141 kg/m3.

## Distribución geográfica

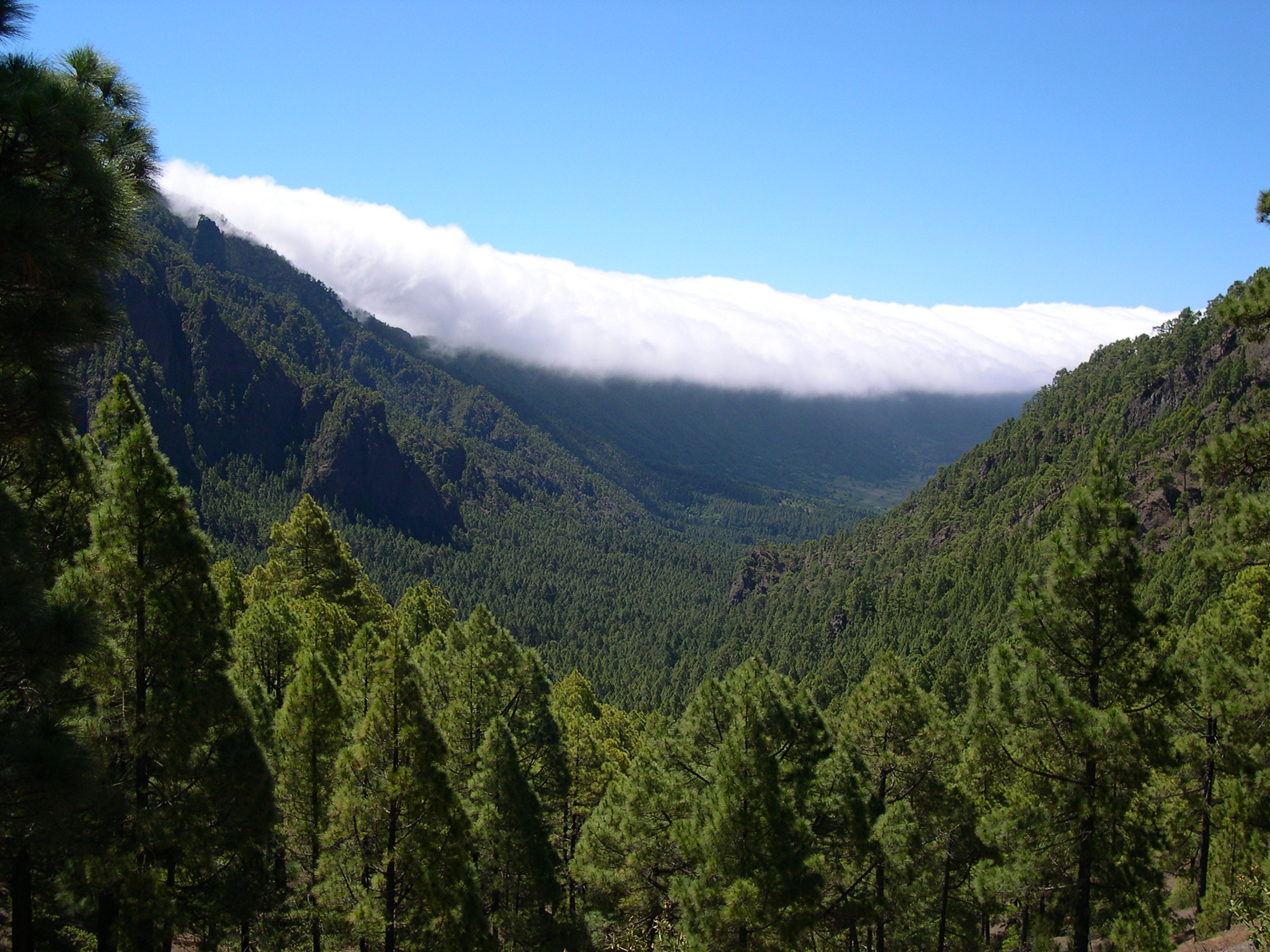
Bosque de pinos en la Caldera de Taburiente (isla de la Palma).

De forma natural se encuentra formando amplias masas boscosas en las islas de Tenerife, La Palma, Gran Canaria y El Hierro, especialmente en las tres primeras. En La Gomera coexisten poblaciones relícticas naturales (El Garabato e Imada), junto con reforestaciones realizadas en el siglo XX. En Fuerteventura y Lanzarote sólo se encuentra actualmente en repoblaciones, si bien en ambas islas hay datos que atestiguan su presencia en el pasado. 
La distribución geográfica actual del pino canario en las islas no se corresponde con la que primitivamente tuvo. Mientras que aún no se han recuperado zonas que históricamente ocupó, sobre todo en el Sur de Gran Canaria y Tenerife, el pino ocupa hoy nichos ecológicos de otras formaciones más evolucionadas (monteverde), bien por colonización natural o por reforestación, formando comunidades de transición que podrían evolucionar si las condiciones ambientales y la gestión selvícola lo permiten. Los pinares canarios típicos son asociaciones monoespecíficas con un sotobosque muy ralo de otras plantas vasculares de pequeña talla. Los pinares puros se localizan entre los 700 y 1200 m s. n. m. Frente a las masas puras, los bosques mixtos de pinar con monteverde o de monteverde con pinos, si bien se han interpretado generalmente como fruto de la degradación de las formaciones de frondosas, presentan similitudes con otros bosques subtropicales de América y Asia, donde la distinta intensidad y recurrencia de los incendios ayudan a explicar la preponderancia de los pinos o las frondosas.
Fuera de su área natural, el pino canario está muy extendido en plantaciones sobre todo en el Norte de África, EE. UU. (principalmente en varias colinas de California), Chipre, e Israel, así como en el hemisferio sur: Australia, Chile, y Sudáfrica. En el resto de España se ha empleado esporádicamente, sobre todo en Sierra Morena y áreas del Levante, pero no ha sido nunca una especie muy apreciada por su baja adaptación a los suelos calizos y por sufrir importantes daños por la procesionaria Thaumetopoea pityocampa. A pesar de ello, su elevada resistencia al fuego y a la sequía atraen periódicamente el interés sobre esta especie. Como árbol ornamental, el pino canario está muy extendido en zonas de clima mediterráneo de todo el mundo.
Es una especie muy tolerante a suelos pobres y secos, siendo capaz incluso de desarrollarse en paredes de roca viva casi verticales en su área natural. Sin embargo no tolera bien los suelos encharcados ni los de naturaleza calcárea. Aunque en Canarias vive en un amplio rango de alturas, desde unos 100 m s. n. m. hasta los 2000 m s. n. m., no tolera el frío intenso por lo que su uso está limitado a zonas cálidas, costeras o meridionales.

### Distribución histórica
Parece ser que durante el Terciario estuvo bastante extendido por Europa a lo largo de las costas del Tethys, donde ningún pino de tres acículas llegó al período Cuaternario excepto el pino canario, que perduró hasta los finales del Neógeno, como han demostrado fósiles hallados en el Plioceno de Murcia y Alicante y el Mediodía de Francia (en Gard), regiones desde las cuales se supone que las aves transportaron sus semillas a Canarias. 
En el propio Archipiélago canario su distribución ha cambiado considerablemente debido a la explotación humana. Su tala indiscriminada provocó la desaparición de grandes masas forestales de pinar, especialmente en Tenerife y en Gran Canaria. Por otra parte, el pino canario ha colonizado espontáneamente amplias zonas, tanto tras el abandono de cultivos en zonas potenciales de pinar como en monteverde degradado. Las plantaciones de pino canario abarcan igualmente ambas situaciones así como zonas de escobonal de Adenocarpus viscosus. La adecuación y gestión selvícola de las repoblaciones de pino canario más allá de los límites de sus zonas consideradas potenciales suscita constantes debates en el Archipiélago.

## Usos

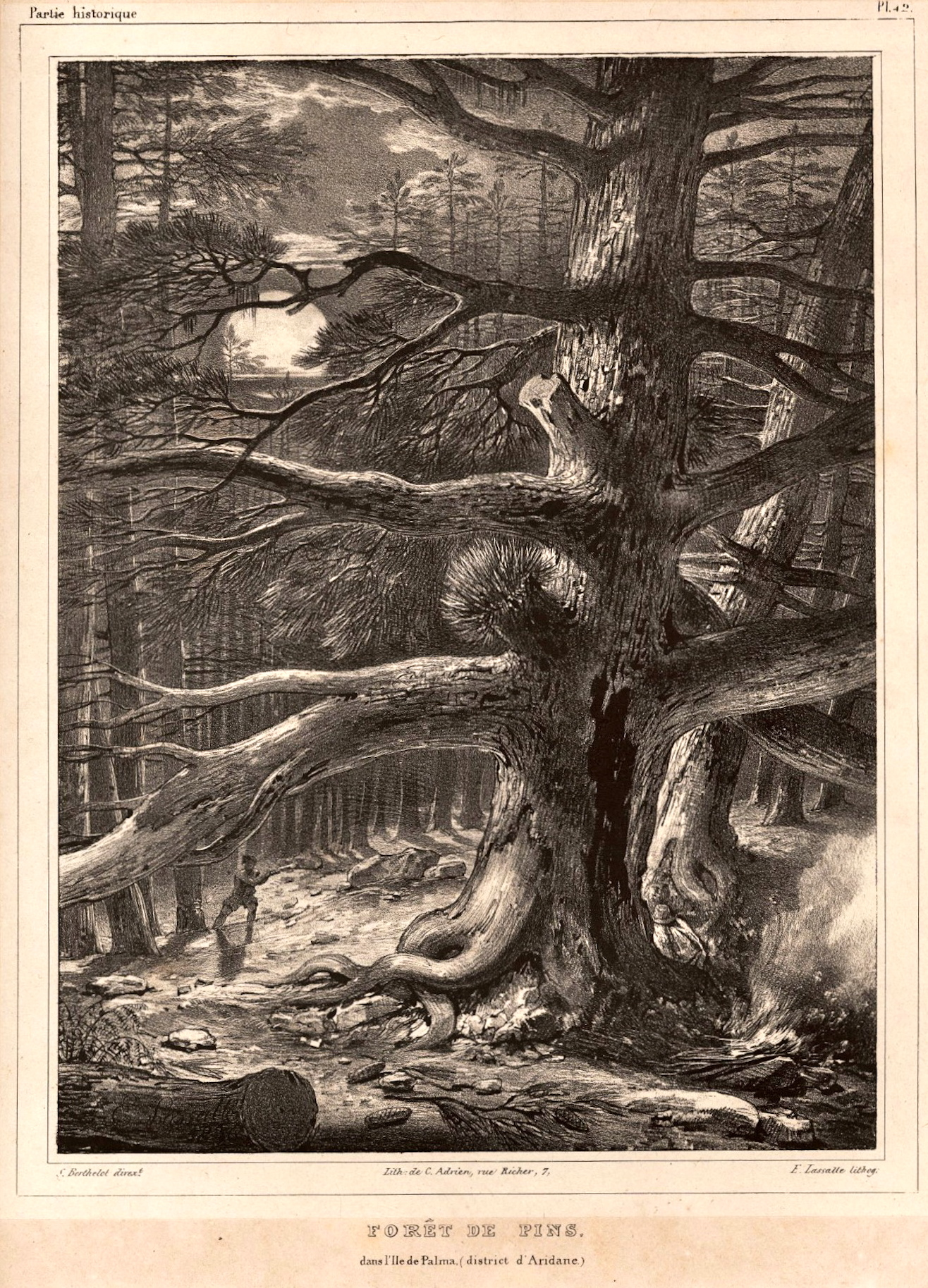
Grabado de 1839 donde se aprecia un pinar canario en la isla de La Palma con leñador talando un pino bajo la luna llena.

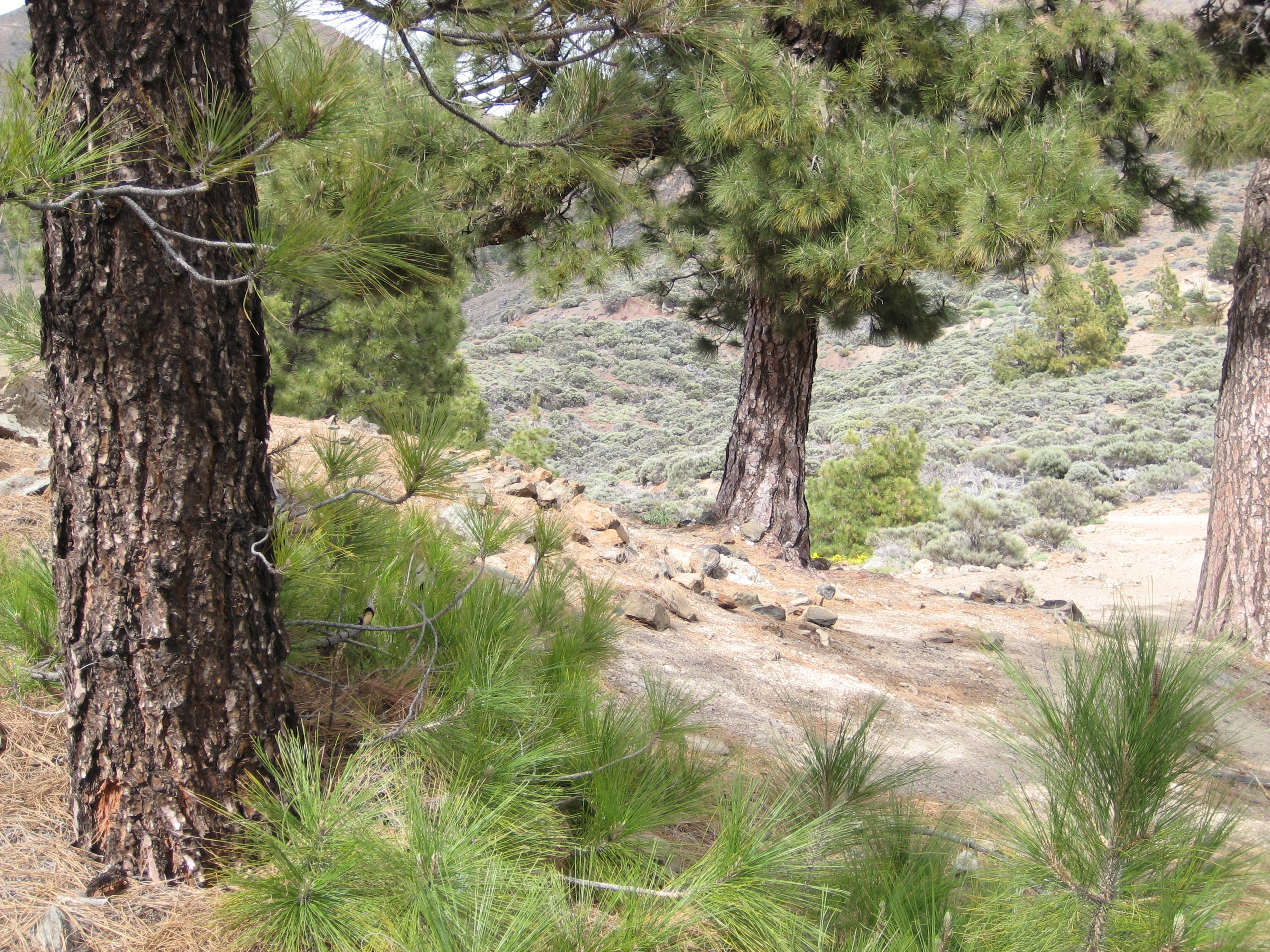
Bosque de pinos en las cercanías del Teide.

El principal valor de la especie es forestal, muy útil en tareas de reforestación, dada su gran importancia en la sujeción de suelos, su facilidad para crecer y desarrollarse en terrenos poco evolucionados (malpaíses), rocosos y con poca materia orgánica, además de su alta valencia ecológica, su resistencia al fuego y su crecimiento relativamente rápido.
Gran parte del agua que reciben los pinares es captada por los propios pinos gracias a la captación a partir de la niebla aportada por los vientos alisios que afectan estacionalmente amplias franjas altitudinales del pinar en orientaciones favorables (NE a NW más otras zonas por desbordamiento en cumbres o irrupción ocasional). Según algunas estimaciones en determinadas zonas este aporte puede suponer multiplicar por dos o por tres la cantidad recogida en estaciones meteorológicas. Aunque este fenómeno es muy conocido en los bosques húmedos de las islas, como la laurisilva, la hoja acicular del pino (así como la de los brezos, Erica arborea) favorece considerablemente la captación por la turbulencia que provoca en el viento cargado de gotitas de agua. 
Su utilidad para el aprovechamiento maderero está actualmente muy limitada por la gestión de los espacios naturales en Canarias y por la opinión pública, generalmente contraria a la explotación forestal en las islas. Los viejos pinos tea están muy protegidos y considerados monumentos vivos a conservar, mientras que la madera procedente de claras en repoblaciones que han alcanzado suficiente desarrollo se emplea esporádicamente. Históricamente, la albura o madera blanca se ha usado en carpintería de armar y carpintería de taller de baja calidad, usos para los que presenta la desventaja de su densidad algo elevada. La madera de tea, debido tanto a su belleza como a su resistencia al paso del tiempo ha tenido un amplísimo uso en Canarias, sobre todo en balcones, puertas, ventanas y techumbres en construcciones religiosas y civiles. Pero también en múltiples usos en los que se aprovecha su capacidad como conservante natural (arcones para ropa, toneles para vino, etc). En la isla de La Palma es muy conocido el vino de Tea, un vino tradicional que se elabora en barricas de Tea (duramen del pino canario), lo que le confiere características aromáticas distintivas.
Un uso antiguo hoy totalmente en desuso fue la obtención de pez o brea para calafateado de barcos mediante la combustión de la madera de pino canario en hornos (pegueras). Los topónimos y construcciones asociadas a este aprovechamiento aún sobreviven por los pinares canarios. 
Está aún muy extendido la extracción del manto de hojas secas del pinar (pinocha o pinillo) para el abonado de huertas y como cama de ganado. Este aprovechamiento por un lado disminuye el riesgo de incendio pero también retira una parte importante de los nutrientes del pinar.

## Medicina popular
Se utiliza en el tratamiento de afecciones respiratorias, bronquitis, asma. Aplicación de la resina en la eliminación de quistes.

## Taxonomía
Pinus canariensis fue descrita por C.Sm. ex DC. y publicado en Phys. Beschr. Canar. Ins. 159. 1825.
Etimología
Pinus: nombre genérico dado en latín al pino.
canariensis: epíteto geográfico que alude a su localización en las Islas Canarias.